# یارا چاری
یارا چاری (انگلیسی: Yara Charry) یک بازیگر فرانسوی-برزیلی. او در تلویزیون در سال ۲۰۱۸ با ایفای نقش شخصیت جید، یکی از قهرمانان سریال تلویزیونی جوانان تمرین: برزیلی ها زندگی می کنند (۲۰۱۸-۲۰۱۹)، در شبکه رده گلوبو برجسته شد.
او متولد پاریس، فرانسه، دختر یک مادر برزیلی و یک پدر فرانسوی است.